# Pandemia di COVID-19 in Corea del Nord
La pandemia di COVID-19 in Corea del Nord è ufficialmente iniziata solo a maggio 2022, al riscontro del primo caso ufficiale nello Stato. Nel gennaio del 2020 il governo di Pyongyang aveva deciso di adottare misure draconiane di protezione da quella che era ancora una epidemia, comprese quarantena e severe restrizioni di movimento. La Corea del Nord risulta essere l'unico Stato a non aver predisposto una campagna vaccinale a favore della propria popolazione, nonostante la Cina e l'OMS abbiano offerto la fornitura di vaccini.

## Andamento dei contagi
La testata giornalistica sudcoreana NK dichiara che, tra gennaio e febbraio 2020, circa 180 militari sarebbero deceduti a causa del contagio, mentre altri 3 700 sarebbero stati messi in quarantena. L'agenzia ufficiale sudcoreana Yonhap aggiunge che sono stati quasi 10.000 i nordcoreani posti in isolamento ma che 4.000 sono stati lasciati liberi di circolare poiché non presentavano sintomi. Nonostante i dubbi sollevati dalle testate giornalistiche sudcoreane, il 9 marzo 2020 il regime nordcoreano, tramite il quotidiano controllato Rodong Sinmun dichiarò che l'infezione non era ancora presente nel Paese.
Il 23 aprile 2020, il Daily NK riferì che un disertore nordcoreano – fatto oggetto di colpi di arma da fuoco mentre tentava di attraversare il fiume Tumen, che segna il confine tra Corea del Nord e Cina – risultò positivo al coronavirus.
Il 12 maggio 2022, l'agenzia di stampa nazionale KCNA riferì dell'individuazione ufficiale del primo caso di COVID-19 nel paese, parlando dell'"introduzione di un virus mutante delle varianti Omicron nei nostri distretti". A seguito della notizia, il governo nordcoreano proclamò uno stato di lockdown del livello "massima emergenza". In pochi giorni, vennero registrati migliaia di casi e diversi morti.
L'agenzia di stato nordcoreana segnalò la presenza di 740.000 persone in isolamento e oltre 2 milioni che avrebbero sviluppato sintomi riconducibili alla malattia da fine aprile a metà maggio 2022, tuttavia il numero di casi effettivi è impossibile da accertare per via della mancanza di test .
Ad agosto 2022 il governo dichiarò di avere sradicato il virus, proclama tuttavia non ritenuto attendibile dai media occidentali.
Nel gennaio 2023 nella capitale venne proclamato un lockdown a causa di una "malattia respiratoria non specificata".
Il 5 maggio 2023, l'Organizzazione mondiale della sanità dichiarò ufficialmente la fine della pandemia.
Nel corso del 2024, il Paese riaprì la possibilità di ingressi dall'estero per finalità turistiche.

## Impatto socioeconomico
L'isolamento internazionale deciso per evitare la diffusione del virus, che comprende la chiusura dei confini e il blocco del commercio con l'estero, ha aggravato le già precarie condizioni dell'economia nazionale al punto da provocare una crisi alimentare nel 2021.